# کودتای چکسلواکی
کودتای ۱۹۴۸ چکسلواکی (یا نام ساده‌تر کودتای چک) (چکی: Únor 1948، اسلواکی: Február 1948، هر دو به معنی فوریه ۱۹۴۸) که در تاریخ‌نگاری کمونیستی با نام فوریه پیروز (چکی: Vítězný únor، اسلواکی: Víťazný február) خوانده می‌شود – رویدادی در اواخر فوریه بود که طی آن، حزب کمونیست چکسلواکی با حمایت شوروی، کنترل کامل حکومت چکسلواکی را به دست آورد که آغازی بر چهار دهه دیکتاتوری کمونیستی در آن کشور بود.
اهمیت این کودتا فراتر از مرزهای چکسلواکی گسترش یافت، زیرا نشانهٔ روشنی از گسترش همه‌جانبهٔ جنگ سرد بود که تا آن زمان نیز به خوبی پیش رفته بود. این رویداد زنگ خطری برای کشورهای غربی بود و به آن‌ها کمک کرد که به سرعت طرح مارشال را اجرا کنند. از نتایج دیگر این رویداد، ایجاد دولت در آلمان غربی، اتخاذ معیارهای شدید برای دور نگه داشتن کمونیست‌ها از قدرت در فرانسه و به‌ویژه ایتالیا، برداشتن گام‌هایی در زمینهٔ امنیت متقابل که پس از بیش از یک سال منجر به تشکیل ناتو شد و طرح قطعی پرده آهنین تا سقوط کامل کمونیسم در ۱۹۸۹ بود.

## پیش‌زمینه

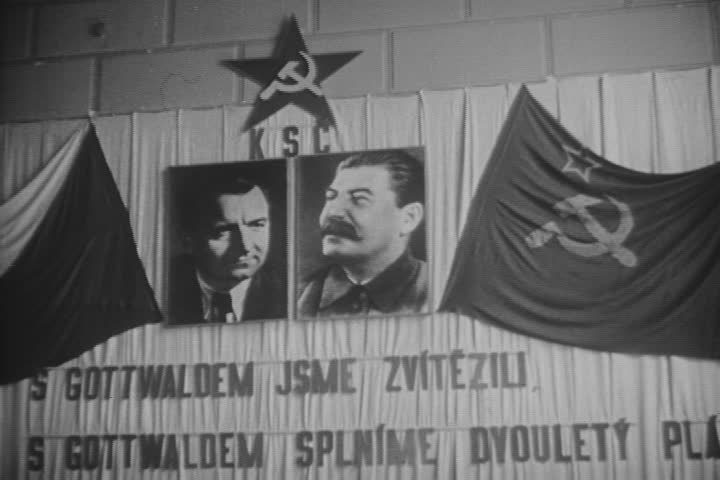
تصاویر کلمنت گوتوالد و ژوزف استالین در گردهمایی حزب کمونیست چکسلواکی در ۱۹۴۷

پس از جنگ جهانی دوم، حزب کمونیست چکسلواکی به دلایل فراوان در موقعیت مطلوبی قرار داشت. در نتیجه شمار اعضای آن از ۴۰ هزار نفر در سال ۱۹۴۵ به ۱٫۳۵ میلیون نفر در سال ۱۹۴۸ رسید. کلمنت گوتوالد، رهبر حزب، در سال ۱۹۴۵، هدف بعدی را انجام یک انقلاب کاملاً دموکراتیک ملی دانست. در سال‌های نخست پس از جنگ، کمونیست‌ها تمایل خود به همکاری با سیستم را نشان دادند و با سایر احزاب در ائتلافی با نام جبههٔ ملی همکاری می‌کردند.
حزب کمونیست، ۳۸٪ آرا را در انتخابات ۱۹۴۶ کسب کرد که بهترین عملکرد احزاب کمونیست اروپایی در یک انتخابات آزاد بود. ادوارد بنش رئیس‌جمهور که کمونیست نبود، ولی بسیار متمایل به شوروی بود، از گوتوالد دعوت کرد که نخست‌وزیر شود. هنوز اکثریت دولت با غیر کمونیست‌ها بود، ولی حزب کمونیست از ابتدا بر پلیس و نیروهای مسلح سلطه داشت و چند وزارت‌خانهٔ کلیدی را نیز در اختیار گرفت.
در تابستان ۱۹۴۷ حزب با همهٔ بلوک‌های رأی‌دهندگان محتمل بیگانه بود. فعالیت‌های پلیس (به سرکردگی واتسلاو نوسک، وزیر کشور) در برابر بسیاری از شهروندان به‌شدت تهاجمی بود. کشاورزان با اشتراکی شدن زمین‌ها مخالف بودند و برخی کارگران از خواسته‌های کمونیست‌ها در زمینهٔ افزایش محصول بدون افزایش دستمزد، خشمگین بودند. انتظار عمومی بر این بود که کمونیست‌ها در انتخابات مهٔ ۱۹۴۸ کاملاً شکست بخورند. سپتامبر همان سال، در نخستین گردهمایی کمینفرم، آندری ژدانف مشاهده کرد که پیروزی شوروی به دستیابی به «پیروزی کامل طبقهٔ کارگر بر بورژوازی در همهٔ سرزمین‌های اروپای شرقی به جز چکسلواکی» کمک کرده‌است. این مطلب نشان داد که حزب باید به تلاش‌های خود برای کسب کامل قدرت شتاب دهد. احتمالاً طی بهار پراگ که بایگانی‌های حزب باز شد و نشان داد که پس از ناکامی احزاب کمونیست در ایتالیا و فرانسه، استالین از ایدهٔ مسیر پارلمانی در چکسلواکی کاملاً منصرف شده‌است، این اندیشه تقویت شد.
رودلف سلانسکی دبیر کل حزب، نمایندهٔ آن در گردهمایی بود. او با طرحی برای تصرف کامل قدرت به پراگ بازگشت. حزب استراتژی دوجانبه‌ای را دنبال کرد. حزب می‌دانست که باید ظاهر همکاری با سیستم سیاسی دموکراتیک را حفظ کند و کودتای خشونت‌آمیز قابل پذیرش نیست. حزب تمایل داشت اکثریت مطلق را در انتخابات ۱۹۴۸ به دست آورد، ولی گسستگی ائتلاف چپ آن را ناممکن می‌کرد. بنابراین حزب وادار به اقدام فراپارلمانی شد. سازماندهی تظاهرات «ناگهانی» برای «بیان خواستهٔ مردم» و حضور مداوم هیئت‌های کارگری در پارلمان، به معنی اطمینان از «بسیج توده‌ها» بود.

## کودتا
تنش میان کمونیست‌ها و مخالفانشان در زمستان ۴۸–۱۹۴۷ در کابینه و پارلمان منجر به برخوردهای تلخ فزاینده‌ای شد. در فوریهٔ ۱۹۴۸ که نوسک به‌طور غیرقانونی با تلاش برای تصفیهٔ عناصر غیر کمونیست باقی‌مانده در نیروی پلیس ملی قدرت خود را افزایش داد، این برخوردها به اوج رسید. دستگاه امنیتی و پلیس به ابزار حزب کمونیست تبدیل شدند و آزادی‌های عمومی اصلی به خطر افتاد.
در ۱۲ فوریه، اعضای غیر کمونیست کابینه خواستار تنبیه دولتمردان متخلف کمونیست و پایان دادن به خرابکاری آن‌ها شدند. نوسک با حمایت گوتوالد از انجام درخواست خودداری کرد. او و همکاران کمونیستش، تهدید به استفاده از زور کردند و برای جلوگیری از شکست در پارلمان، گروه‌هایی از حامیان خود را در کشور بسیج کردند. در ۲۱ فوریه دوازده وزیر غیر کمونیست در اعتراض به مخالفت نوسک با ابقای هشت افسر بلندپایهٔ پلیس علی‌رغم تصویب در کابینه، استعفا کردند. قابل توجه است که بسیاری از وزیران در مقام خود باقی ماندند.
غیر کمونیست‌ها چنین می‌پنداشتند که بنش استعفای آن‌ها را نخواهد پذیرفت، آن‌ها را در دولت موقتی نگاه خواهد داشت و وضعیت شرم‌آوری برای کمونیست‌ها پدید خواهد آمد که وادار به پذیرش شوند. بنش در ابتدا اصرار داشت که دولت جدیدی بدون حضور وزیران غیر کمونیست تشکیل نمی‌شود. ولی فضای تنش‌زای موجود و تظاهرات بزرگ حامیان کمونیسم در سراسر کشور، بنش را متقاعد کرد که در این قضیه، بی‌طرف بماند. بنش موقعیت خود را حفظ کرد و کمونیست‌ها توان تشکیل دولت نداشتند. تنها دو روش بدون خشونت برای خاتمهٔ این بحران وجود داشت: راه دادن به غیر کمونیست‌ها یا پذیرفتن خطر شکست در انتخابات زودهنگام که حزب کمونیست زمانی برای آماده شدن برای آن نداشت. غیر کمونیست‌ها این وضعیت را یک فرصت می‌دانستند و باید به‌سرعت و پیش از سلطهٔ کامل کمونیست‌ها بر پلیس و تهدید فرایند انتخابات، اقدام می‌کردند.
در همان زمان، وزیران غیر کمونیست مانند بحران‌های دولتی پیش از ۱۹۳۹ رفتار می‌کردند و نمی‌دانستند کمونیست‌ها در حال بسیج نیروها از پایین برای به دست گرفتن کامل قدرت هستند. والریان زورین، قائم‌مقام وزارت خارجهٔ روسیه که از ۱۹۴۵ تا ۱۹۴۷ سفیر روسیه در چکسلواکی بود، برای کمک به آماده‌سازی‌های نهایی برای کودتا به پراگ بازگشت. شبه نظامیان مسلح و پلیس، پراگ را تصرف کردند و تظاهرات کمونیست‌ها افزایش یافت. وزارت‌خانه‌های وزیران غیر کمونیست اشغال شد و از ورود وزیران به وزارت‌خانهٔ خود جلوگیری شد. ارتش تحت فرمان وزیر دفاع در پادگان‌ها ماند و دخالت نکرد.
نیروهای کمونیست به‌سرعت تجهیز و به خیابان‌ها فرستاده شدند. آنان هم‌چنین به تصفیهٔ غیر کمونیست‌ها پرداختند. گوتوالد طی سخنرانی در برابر صدهزار نفر بنش را تهدید کرد که اگر با تشکیل دولت تحت سلطهٔ کمونیست‌ها موافقت نکند، اعتصاب سراسری به راه خواهد انداخت. زورین پیشنهاد داد از توان ارتش سرخ که پشت مرزها مستقر شده‌بودند، استفاده شود. ولی گوتوالد نپذیرفت و اعتقاد داشت تهدید به خشونت و فشار سیاسی سنگین برای وادار کردن بنش به تسلیم کافی است.
بنش در ۲۵ فوریهٔ ۱۹۴۸ تسلیم شد، استعفای وزیران غیر کمونیست را پذیرفت و دولت جدیدی را مطابق خواسته‌های کمونیست‌ها از کمونیست‌ها و سوسیال دموکرات‌های طرفدار مسکو تشکیل داد. گوتوالد در مقام نخست‌وزیری این دولت باقی ماند. اعضای احزاب خلق، سوسیال ملی و دموکرات اسلواک هنوز در دولت حضور داشتند و اسماً یک دولت ائتلافی بود. هرچند سایر احزاب، هواداران کمونیست‌ها خوانده می‌شدند و وزیران دارای این برچسب، همسفرانی بودند که توسط کمونیست‌ها دست‌چین شده بودند. تنها وزیر بالارتبه‌ای که نه کمونیست و نه همسفر بود، یان مازاریک وزیر خارجه بود که دو هفته بعد، جنازه‌اش بیرون یک ساختمان سه‌طبقه پیدا شد. برخی از دوستانش اعتقاد داشتند که به دلیل ناامیدی خودکشی کرده‌است؛ هرچند که بایگانی‌های باز شدهٔ شوروی در ۲۰۰۴ نشان داد که برای مدت زیادی ظن غربی‌ها به کشته شدن او بوده‌است. کمونیست‌ها پس از کودتا به تحکیم قدرت خود پرداختند. هزاران نفر اخراج و صدها نفر دستگیر شدند. هزاران نفر برای خودداری از زندگی در سایهٔ کمونیسم از کشور مهاجرت کردند. در ماه مارس، مجلس ملی به دولت جدید گوتوالد رأی اعتماد داد.
در ۹ مه، قانون اساسی جدید به تصویب پارلمان رسید. در این قانون، حکومت چکسلواکی، دموکراسی خلق تحت رهبری حزب کمونیست خوانده‌شد. هرچند که این حکومت، کاملاً کمونیستی نبود؛ ولی به اندازهٔ کافی به الگوی شوروی که مورد مخالفت بنش قرار گرفت، نزدیک بود. در انتخابات ۳۰ مه، تنها یک فهرست از جبههٔ ملی در مقابل رأی دهندگان قرار داشت که رسماً ۸۹٫۲٪ آرا را به دست آورد. در فهرست جبههٔ ملی، اکثریت با کمونیست‌ها بود که ۲۱۴ کرسی (۱۶۰ کرسی حزب اصلی و ۵۴ کرسی شاخهٔ اسلواک) را کسب کردند. با ادغام سوسیال دموکرات‌ها با کمونیست‌ها در همان سال، این اکثریت قویتر شد. عملاً همهٔ احزاب غیر کمونیست حاضر در انتخابات ۱۹۴۶ نیز در فهرست جبههٔ ملی نماینده داشتند و کرسی‌هایی را به دست آوردند. هیچ گروه سیاسی خارج از جبههٔ ملی اجازهٔ موجودیت نداشت. پس از این رویدادها بنش در ۲ ژوئن استعفا کرد و دوازده روز بعد، گوتوالد جانشین او شد.

## اثرات
چکسلواکی تا انقلاب مخملی در سال ۱۹۸۹، حکومتی کمونیستی باقی ماند و کودتا مترادف با جنگ سرد شد. اتحاد جماهیر شوروی تشکیل بلوک یک‌پارچهٔ شوروی را کامل کرد. اثرات آن در اروپای غربی و آمریکا به اندازه‌ای عمیق بود که کشورهای غربی را در برابر بلوک کمونیستی متحد کرد. هم‌چنین تلاش‌های شوروی برای جلوگیری از تشکیل دولت آلمان غربی را بی‌نتیجه کرد و ایجاد اتحادیه اروپای غربی (یعنی پیمان بروکسل) را شتاب بخشید. همزمان با این نشست جورج بیدو، رئیس‌جمهور فرانسه پیامی به ژنرال مارشال ارسال کرد و از او خواست هر چه زودتر همکاری بین جهان قدیم (اروپا) و جهان جدید (آمریکا) گسترش یابد.
تا اوایل سال ۱۹۴۸، نمایندگان غرب و شوروی در ملاقات‌های عادی در سطح وزیر خارجه شرکت می‌کردند. کودتای چکسلواکی باعث کاهش سطح روابط شد.
از نظر مسکو، کودتا در بدترین زمان ممکن و همزمان با گردهمایی وزرای خارجهٔ کشورهای غربی انجام شد. از نظر غربی‌ها کودتا نمونه‌ای از کمونیسم در ناپذیرفتنی‌ترین شکل آن بود و مسکو را متمایل به گسترش بی‌رحمانه و سرکوب آزادی می‌دانستند.